# 東京都立新宿高等学校の人物一覧
東京都立新宿高等学校人物一覧（とうきょうとりつしんじゅくこうとうがっこうじんぶついちらん）は、東京都立新宿高等学校に関係する主な人物の一覧記事。

## 学校長・教職員
- 阿部宗孝 - 初代校長
- 安藤一郎 - 英語科教諭、詩人、英文学者
- 那珂太郎 - 国語科教諭、詩人
- 藤井顕孝 - 国語科教諭、初代東久留米市長
- 有元秀文 - 国語科教諭、国立教育政策研究所総括研究官
- 野村満男 - 音楽科教諭、日本におけるチェンバロ製作の先駆者で同研究の第一人者
- 近藤忠義 - 国語科講師、法政大学名誉教授
- 渡辺一衛 - 定時制教諭、評論家、物理学者

## 著名な出身者
※括弧内は期を指す（中1は1926年卒、新1は1949年卒）。A～Hは卒業時のクラスを指す（判明分のみ）。

### 政治
- 浜野剛（中17） - 元衆議院議員
- 上田耕一郎（中18） - 元参議院議員 / 不破哲三の兄
- 葉梨信行（中20） - 元衆議院議員
- 不破哲三（中21） - 元衆議院議員、日本共産党前議長
- 栗林卓司 (中21)　- 元参議院議員
- 國弘正雄（中22・新1） - 元参議院議員、中退
- 黒柳明 （新2） ‐ 元参議院議員（4期）
- 林健太郎（新5） - 参議院議員、元東京大学総長
- 岩佐恵美（新10） - 参議院議員、元衆議院議員
- 中村敦夫（新10） - 元参議院議員、俳優
- 紺谷典子（新15） - 国民新党副代表
- 緒方靖夫（新18） - 元参議院議員
- 塩崎恭久（新22E） - 衆議院議員、厚生労働大臣、元内閣官房長官
- 若林健太（新34G）- 元衆議院議員、元参議院議員
- 中本太衛（新36G） - 元衆議院議員
- 磯崎哲史（新40G） - 参議院議員、国民民主党副代表
- 柴野たいぞう - 元衆議院議員
- 広井忠男 - 新潟県議会第68代副議長

#### 地方首長
- 友納武人（中6） - 元千葉県知事、元衆議院議員（4期）、元厚生官僚
- 高田勇 (長崎県知事)（中18） - 元長崎県知事、元自治省官僚
- 小寺弘之（新11） - 元群馬県知事 / 芦屋高から転校、元自治省官僚
- 小池政臣（新11） - 三島市長
- 保坂展人（定時制中退） - 世田谷区長、前衆議院議員（3期）、教育ジャーナリスト

### 行政
- 清井正（中1） - 元農林事務次官、元農林漁業金融公庫総裁、元日本中央競馬会理事長
- 高橋幹夫（中8） - 元警察庁長官
- 白川元春（中9） - 第８代統合幕僚会議議長たる空将
- 両角良彦（中11） - 元通商産業事務次官、電源開発総裁・相談役 / 宇都宮中から転校、｢官僚たちの夏｣の牧のモデル
- 速水優（中16） - 第28代日本銀行総裁、経済同友会代表幹事、元日商岩井（現 双日）社長
- 伊達宗起（中19） - 元欧州共同体日本政府代表部特命全権大使
- 豊島格（中22・新1） - 元資源エネルギー庁長官、元コスモ石油副社長、ジェトロ理事長、世界貿易センター会長 / 小泉純一郎の義兄
- 斎藤次郎（新6） - 元大蔵事務次官、東京金融先物取引所理事長 / 日本郵政代表取締役社長通称｢デンスケ｣
- 鎌田吉郎（新6） - 元資源エネルギー庁長官、石油公団総裁
- 岩崎文哉（新6） - 元大蔵省印刷局長
- 大島弘輔（新7） - 元駐グアテマラ大使・リベリア兼シエラレオネ大使
- 池田維（新9） - 元外務省アジア局長、駐オランダ大使・ブラジル大使
- 野口雅昭（新11） - 駐チュニジア特命全権大使、京都文教大学人間科学部長
- 長野庬士（新14） - 元大蔵省証券局長、弁護士
- 水谷英明（新14） - 元大蔵省証券課長
- 櫻井勝（新15） - 元警視庁公安部長（1994年10月 ~ 1996年10月 / 警察庁長官狙撃事件）
- 藤村忠彦（新16） - 日本乳業協会常務理事、農林水産省OB
- 塚本壽雄（新17） - 早稲田大学大学院公共経営研究科教授、元総務省行政評価局長
- 中本光夫（新17） - 元国土交通省大臣官房審議官、元日本船主協会理事長
- 今井康夫（新19） - 元特許庁長官、住友金属工業副社長
- 小澤俊朗（新20） - 元国連大使
- 佐藤重和（新20） - 駐オーストラリア大使
- 卜部敏直（新20） - 駐フィリピン大使、駐アイルランド大使
- 小林光（新20） - 慶応義塾大学環教情報学部教授、元環境省事務次官
- 大薗治夫（新34） - 元大蔵省、小説家

### 法曹
- 國生一彦（新2）- 國生法律事務所所長、弁護士
- 西村利郎（新4）- 渉外弁護士、西村あさひ法律事務所創業者
- 平井宜雄（新7）- 専修大学法科大学院院長
- 鈴木達夫（新11）- 弁護士、労働運動家
- 村井敏邦（新12）- 一橋大学名誉教授、弁護士、元日本刑法学会理事長
- 金築誠志（新15）- 最高裁判所判事
- 細川清（新15）- 元法務省訟務局長、同元民事局長、名古屋高等裁判所長官
- 浦川道太郎（新16）- 早稲田大学教授、元司法試験第二次考査委員
- 池田修（新18）- 福岡高等裁判所長官
- 小林節（新19）- 慶應義塾大学名誉教授、弁護士
- 後藤昭（新21）- 一橋大学名誉教授、初代法科大学院長
- 窪木稔（新25）- 仙台家庭裁判所長、元秋田地方裁判所長

### 経済
- 東條輝雄（中5） - 三菱自動車工業元会長、三菱重工業元副社長 / 東條英機の次男
- 松沢卓二（中5） - 富士銀行元頭取、会長、経団連会長
- 箕輪圓（中5） - 京王電鉄元代表取締役社長
- 吉原信之（中8） - 三陽商会創業者
- 門司親徳（中9） - 丸三証券代表取締役社長、前日本興業銀行取締役
- 松尾英男（中9） - 東急不動産代表取締役社長、東急ハンズ代表取締役社長、東京急行電鉄専務
- 久米豊（中13） - 日産自動車元代表取締役社長
- 中島貞夫（中18） - 精電舎電子工業代表取締役社長
- 前川正雄（新3） - 前川製作所取締役名誉会長
- 石井幸孝（新3） - 九州旅客鉄道（JR九州）元会長
- 山之内秀一郎（新4） - 東日本旅客鉄道（JR東日本）元会長、宇宙航空研究開発機構(JAXA)元理事長
- 久保田政一 (新4) - 日本経済団体連合会事務総長
- 鈴木喬（新6） - エステー会長兼社長
- 安崎暁（新7） - コマツ代表取締役社長、日本建設機械工業会会長
- 荒井伸也（新8） - サミットストア社長
- 岩永嘉弘（新8） - ロックスカンパニー代表取締役、コピーライター
- 垣添直也（新9）- 日本水産元社長、日本冷凍食品協会元会長、日本冷蔵倉庫協会元会長、大日本水産会元副会長
- 勝俣恒久（新10） - 東京電力取締役会長、元代表取締役社長、KDDI取締役
- 菊間邁（新10） - 旭タンカー代表取締役社長
- 小栗宏夫（新12） - 肥後銀行会長
- 勝俣宣夫（新13） - 丸紅会長
- 牧野明（新13） - 大和生命保険代表取締役社長
- 西田昌弘（新13） - 三菱伸銅代表取締役社長
- 岡田昌徳（新17） - JX日鉱日石金属代表取締役社長、日本鉱業協会会長
- 杉山博孝（新19） - 三菱地所代表取締役社長、不動産証券化協会会長
- 桜井康文（新19） - 不二家代表取締役社長
- 小川賢太郎（新19） - ゼンショー創業者、代表取締役社長
- 稲葉善治（新19）- ファナック元代表取締役社長、会長、日本ロボット工業会会長
- 吉野公一郎（新19）-カルナバイオサイエンス設立者・代表取締役社長
- 広瀬道明（新21）- 東京ガス代表取締役社長
- 妹尾輝男（新22F）- コーン・フェリー日本代表、特別顧問
- 廣瀬直己（新23） - 東京電力ホールディングス取締役代表執行役社長、世界エネルギー会議副会長
- 石崎芳行 (新24)  -  東京電力代表執行役副社長、福島復興本社代表
- 神蔵孝之（新26A） - イマジニア代表取締役会長
- 田中晃（新26） - スカパー・ブロードキャスティング代表取締役社長
- 平岡啓 (新27)　- TVQ九州放送代表取締役社長
- 清水達也（新29F） - 元リクルートエージェント代表取締役
- 遠藤久（新31） - ひらまつ代表取締役社長

### 学問
- 永宮健夫 (中2） - 大阪大学名誉教授、日本学士院会員
- 林健太郎（中4）- 東京大学第20代総長、元参議院議員、菊池寛賞受賞者
- 加藤正明（中4） - 東京医科大学名誉教授、国立精神・神経センター精神保健研究所所長
- 岩﨑恭平（中4） - 日本大学農獣医学部教授
- 金田一春彦（中5） - 国語学者、文化功労者
- 阿閉吉男（中5） - 名古屋大学名誉教授
- 猪野謙二（中5） - 神戸大学名誉教授
- 朝比奈正二郎（中5） - 環境庁野生生物保護検討会・無脊椎動物I分科会（昆虫類）座長、国立予防衛生研究所名誉所員、日本蜻蛉学会会長、理学博士
- 鈴木一郎（中11） - 津田塾大学教授
- 内山尚三（中12） - 法博、札幌大学学長、法政大学名誉教授
- 永戸多喜雄（中13） - 慶應義塾大学名誉教授
- 藤原彰（中14） - 一橋大学名誉教授、元陸軍大尉
- 水野正夫（中14）- 慶應義塾大学名誉教授
- 秋山虔（中15） - 東京大学名誉教授、国文学、日本学士院会員、紫綬褒章受章、文化功労者
- 勝原文夫（中15） - 徳山女子短期大学学長
- 堀敏一（中16） - 明治大学文学部名誉教授
- 今村与志雄（中17） - 東京都立大学 (1949-2011)助教授
- 佐藤進（中17） - 新潟大学名誉教授、地方財政審議会会長
- 西条八束（中17） - 名古屋大学名誉教授
- 小出昭一郎（中18） - 山梨大学学長、山梨県立女子短期大学学長、東京大学名誉教授
- 猪狩博（中18） - 千葉商科大学名誉教授
- 角田忠信（中18） - 東京医科歯科大学名誉教授
- 石田肇（中18） - 東京医科大学名誉教授
- 青木彰（中18） - 筑波大学教授
- 稲垣栄三（中18） - 東京大学名誉教授
- 細井豊（中18） - 東京電機大学工学部機械工学科教授
- 増田昭三（中19） - 東京大学名誉教授
- 角田忠信（中19） - 東京医科歯科大学名誉教授
- 佐藤和男（中19） - 青山学院大学法学部名誉教授
- 野村真康（中19） - カリフォルニア大学アーバイン校名誉教授
- 二宮敬（中20） - 東京大学文学部名誉教授
- 大野平吉（中20） - 広島大学名誉教授
- 伊藤順康 (中20) - 東京理科大学教授
- 佐藤浩一（中20） - 甲南女子大学文学部教授
- 栗田勇 (中21) 仏文学者、評論家、紫綬褒章受章
- 小野二郎（中21） - 明治大学文学部教授
- 前田大作（中21） - 日本社会事業大学大学院特任教授
- 大森猛（中21） - 東洋大学教授、日本観光学会会長
- 森本敏（中21） - 東海大学開発工学部教授
- 加藤秀俊（中22・新1） - 学習院大学教授
- 湯沢雍彦（中22・新1） - お茶の水女子大学生活科学部名誉教授
- 菅野卓雄（新2） - 東洋大学学長、元東京大学工学部長、文化功労者
- 富永健一（新2） - 東京大学名誉教授、文化功労者
- 藤木英雄（新2） - 東京大学法学部教授
- 富永明夫（新2） - 東京大学教養学部教授
- 永井進（新2） - 九州大学工学部応用物理化学科教授、(社)大阪工研協会常務理事、科学技術庁長官研究功績賞受賞。
- 堀孝彦（新2） - 名古屋学院大学経済学部名誉教授
- 森本雅樹（新3） - 鹿児島大学名誉教授、兵庫県立西はりま天文台公園顧問
- 山田高生（新3） - 成城大学名誉教授
- 春木豊（新3） - 早稲田大学名誉教授
- 竹内啓（新3） - 東京大学名誉教授
- 渡辺定夫（新3） - 東京大学工学部都市工学科名誉教授
- 二宮宏之（新3） - 東京外国語大学フランス語学科教授
- 冨田功（新3） - お茶の水女子大学理学部教授
- 中本信幸（新3） - 神奈川大学外国語学部名誉教授
- 筒井若水（新4） - 東京大学名誉教授
- 堀嘉昭（新4） - 九州大学医学部皮膚科教授、日本皮膚科学会理事長、麻生セメント(株)飯塚病院院長
- 清水多吉（新4） - 立正大学文学部哲学科名誉教授
- 豊口協（新4） - 元東京造形大学学長、元長岡造形大学学長
- 川端香男里（新4） - 東京大学名誉教授、川端康成記念会理事長
- 森本芳樹（新4） - 九州大学経済学部教授
- 小林和夫（新4） - 長崎大学工学部教授
- 中村光男（新4） - 千葉大学文学部人類学教室教授
- 牧野洋（新4） - 山梨大学工学部教授
- 轡田收（新4） - 学習院大学文学部教授
- 井上裕（新4） - 専修大学経営学部教授
- 田草川弘（新4） - 東海大学外国語教育センター教授
- 石川徹 (新4) - 愛知教育大学名誉教授
- 丸山松幸（新5） - 東京大学名誉教授
- 森謙治（新5） - 東京大学農学部農芸化学科教授
- 副田義也（新5） - 筑波大学名誉教授
- 新井正（新5） - 立正大学地球環境科学部名誉教授
- 友枝啓泰（新6） - 国立民族学博物館名誉教授
- 神崎巌（新6） - 早稲田大学教育学部教授
- 小沢明（新6） - 東北芸術工科大学名誉教授、東北芸術工科大学元学長
- 松本良夫（新6） - 東京学芸大学名誉教授
- 河原田秀夫（新7） - 千葉大学工学部教授、応用数学学会第11代会長
- 長崎暢子（新8） - 東京大学名誉教授
- 森本英樹（新8） - 大阪大学大学院基礎工学研究科助教授
- 田村貞雄（新8） - 静岡大学名誉教授
- 白鳥令（新8） - 東海大学政治経済学部長
- 西尾勝（新9） - 東京大学法学部教授
- 長尾龍一（新9） - 東京大学法学部教授
- 海保真夫（新9） - 慶應義塾大学文学部教授
- 崎山比早子（新10） - 放射線医学総合研究所生物影響研究部主任研究官、マサチューセッツ工科大学研究員
- 田上八朗（新10） - 東北大学医学部名誉教授
- 原科孝雄（新10） - 埼玉医科大学総合医療センター形成外科教授
- 岩田昌征（新10） - 千葉大学法経学部教授
- 滝沢浩（新10） - 高岡短期大学副学長
- 中村卓（新11） - スタンフォード大学メカニカルエンジニアリング研究室
- 増田壽男（新11） - 法政大学総長
- 森田安一（新11） - 日本女子大学文学部教授
- 野口雅昭（新11） -京都文教大学教授
- 村井敏邦（新12） - 一橋大学法学部名誉教授、弁護士、元日本刑法学会理事長
- 後藤正文（新12） - 熊本大学薬学部教授
- 足立和浩（新12） - 東京都立大学助教授
- 外村彰（新13） - 日立製作所基礎研究所フェロー、日本学士院恩賜賞
- 清川雪彦（新13） - 一橋大学経済研究所教授
- 小林義武（新13） - 成城大学文芸学部芸術学科教授
- 小林正彦（新13） - 東京大学名誉教授、元副学長
- 岩田誠（新13） - 東京女子医科大学医学部長・理事
- 遠藤誉（新13） - 筑波大学物理工学系教授
- 伊藤順康（新13） - 東京理科大学教授
- 中島巌（新13） - 専修大学経済学部教授
- 大羽宏一（新13） - 大分大学名誉教授、尚絅大学元学長
- 渡辺貞（新14） - 理化学研究所次世代スーパーコンピュータ開発実施本部プロジェクトリーダー兼副本部長、日本人初の『シーモア・クレイ賞』受賞
- 森義信（新14） - 大妻女子大学社会情報学部教授
- 京極高宣（新14） - 前日本社会事業大学学長、国立社会保障・人口問題研究所所長
- 清水多吉（新14） - 立正大学名誉教授、哲学者
- 佐藤康邦（新14） - 放送大学教授、元東京大学名誉教授
- 青柳正規（新15） - 東京大学文学部名誉教授、国立美術館理事長
- 和田勝（新15） - 東京医科歯科大学教養部生物学教室名誉教授
- 佐藤一子（新15） - 東京大学名誉教授
- 安達忠夫（新15） - 埼玉大学教授
- 國生剛治（新15） - 中央大学名誉教授
- 小清水漸（新15） - 京都市立芸術大学教授、紫綬褒章、京都府文化賞功労賞受賞
- 矢野義明（新15） - 城西国際大学経営情報学部客員教授
- 長谷川三千子（新16） - 埼玉大学教養学部教授
- 浦川道太郎（新16） - 早稲田大学法学部教授
- 北村敬子（新16） - 中央大学副学長、元商学部長、京王電鉄監査役、日野自動車監査役
- 鈴木泰（新16） - 東京大学名誉教授、言語学者
- 高橋正明（新16） - 東京大学大学院理学系研究科地球惑星科学専攻教授
- 石井英明（新16） - 東京工業大学大学院総合理工学研究科准教授
- 青木正（新16） - 聖マリアンナ医科大学麻酔学教室教授
- 鈴木泰（新16） - お茶の水女子大学教育学部教授
- 篠原修（新17） - 東京大学大学院工学系研究科社会基盤学専攻教授
- 奥武則（新17） - 法政大学社会学部教授、日本ニュース時事能力検定協会副理事長
- 森欣司（新17） - 東京工業大学大学院情報理工学研究科　森研究室教授
- 塚本壽雄（新17） - 早稲田大学大隈記念大学院公共経営研究科教授
- 田中俊郎（新17） - 慶應義塾大学法学部教授
- 伊藤繁（新17） - 名古屋大学理学研究科物質理学専攻光生体エネルギー教授
- 酒井坦（新17） - 静岡県立大学大学院生活健康科学研究科教授
- 千々和到（新18） - 東京大学教授、歴史学者
- 廣瀬久和（新18） - 東京大学大学院法学政治学研究科教授
- 丸山純（新18） - 千葉大学工学部助手
- 山口聡（新18） - 愛媛大学農学部生物資源学科准教授
- 小川哲（新18） - 宇宙航空研究開発機構研究開発本部調布航空宇宙センター グループリーダー
- 小林節（新19） - 慶應義塾大学法学部教授
- 井上治（新19） - 琉球大学医学部高気圧治療部准教授
- 広瀬久和（新19） - 東京大学教養学部助教授
- 小林光（新19） - 慶応義塾大学環境情報学部教授
- 井上治（新19） - 琉球大学医学部高気圧治療部准教授
- 滝川洋二（新19） - 東海大学教育開発研究所教授
- 内山節（新20） - 立教大学大学院教授、哲学者
- 山影進（新20） - 東京大学教授、教養学部長
- 松浦純（新20） - 東京大学教授、ドイツ文学者
- 小林光（新20） - 慶応義塾大学環境情報学部教授、元環境省事務次官
- 五十嵐邦正（新20） - 日本大学商学部教授、税理士試験委員
- 井上節子（新20） - 文教大学健康栄養学部教授
- 後藤昭（新21） - 一橋大学法学研究科法務専攻教授、初代法科大学院長
- 佐野みどり（新21） - 学習院大学教授
- 大島正克（新21) - 亜細亜大学名誉教授、元学長[要出典]

- 西村隆男（新22） - 横浜国立大学教育学部教授
- 平田徹（新22） - 山梨大学教育学部生物学教室
- 五味政信（新23） - 一橋大学教授
- 小林隆夫（新23） - 東京理科大学理工学部教授
- 五味政信（新23） - 東京外国語大学助教授
- 小川公一（新23） - 昭和女子大学医学部産婦人科教授
- 杉立徹（新24） - 広島大学大学院理学研究科物理学専攻教授
- 半澤嘉博（新24G） - 東京家政大学教授　東京家政大学大学院]授
- 吉村仁（新25） - 静岡大学創造科学技術大学院教授、ニューヨーク州立大学併任教授
- 高橋京子（新25） - 日本女子大学家政学部食物学科
- 隅田英一郎（新26C） - 情報通信研究機構フェロー、アジア太平洋機械翻訳協会会長
- 藤井毅（新26G） - 東京外国語大学教授
- 濱田英作（新27） - 国士舘大学教授
- 粕谷英一（新27D） - 九州大学准教授
- 安藤宏（新29） - 東京大学文学部准教授
- 竹内徹（新30） - 東京工業大学大学院理工学研究科　竹内研究室教授
- 関根聡（新35）- 理化学研究所革新知能統合研究センターチームリーダー
- 藤本貴之 (新47) - 東洋大学総合情報学部教授
- 大久保友雅 (新49) - 東京工科大学教授
- 庄司匡宏 (新50E) - 東京大学教授、開発経済学[要出典]

### 文化・芸能
- 秋山邦晴 - 音楽評論家、音楽プロデューサー
- 植村謙二郎（中5） - 映画俳優
- 田川飛旅子 (中6)  - 俳人、本名:田川博
- 貴島清彦（中8） - 作曲家、元日本大学芸術学部教授
- 久松保夫（中11） - 俳優・声優
- 寺内大吉（中13） - 小説家、増上寺法主、直木賞受賞
- 野平健一（中14） - 週刊新潮元編集長、新潮社相談役
- 沼田曜一（中16） - 俳優
- 胡桃沢耕史（中17） - 小説家、オール讀物新人賞・日本推理作家協会賞・直木賞受賞
- 松尾敏男（中17） - 日本画家、日本芸術院会員、日本美術院同人、文化功労者、文化勲章受章者
- 小山田宗徳（中20） - 俳優
- 加賀乙彦（中21） - 小説家・精神科医、谷崎潤一郎賞、大佛次郎賞等受賞
- 栗田勇（中21） - 作家、フランス文学者
- 小沢信男（中21） - 作家
- 小瀬格（中22・新1） - 文学座俳優
- 大野松雄 (中22・新1) - 音響デザイナー
- 加藤廣（新2） - 小説家、元山一證券経済研究所顧問、元埼玉大学経済学部講師
- 長谷部安春（新3） - 映画監督
- 橘祐典（新3） - 映画監督
- 石原藤夫（新4）- 小説家、SF作家
- 田草川弘 (新4) - 作家、ジャーナリスト
- 池田明良（新4） - バリトン歌手、合唱指揮者
- 坂本忠雄（新6） - 元文芸雑誌新潮編集長、開高健記念会会長
- 由水常雄（新6） - 歴史研究家、ガラス工芸家
- 安土敏（新8） - 小説家、元サミットストア社長
- 岩永嘉弘（新8） - コピーライター
- 小沼勝（新8） - 映画監督
- 小平裕（新9） - 映画監督
- 中村敦夫（新10） - 俳優、元参議院議員
- 小野耕世（新10） - 映画評論家/漫画評論家/海外コミック翻訳家/海外コミック・アニメーション研究家
- 河野土洋（新12） - 作曲家
- 村尾陸男（新12） - ジャズピアニスト、『ジャズ詩大全』の著者
- 仲倉重郎（新12） - 映画監督
- 田島和子（新12） - 女優
- 梅沢忠雄（新13） - 都市計画家、梅澤忠雄都市計画設計事務所代表、東京大学客員教授
- 池辺晋一郎（新15） - 作曲家、東京音楽大学教授
- 小清水漸（新15） - 彫刻家、京都市立芸術大学教授
- 日下部光雄 - アニメーション監督、演出家
- 黒沢直輔（新16） - 映画監督
- 長澤ちづ（新17）‐ 歌人
- 鏡明（新18） - SF作家、翻訳家
- 大木茂（新18） - フリーカメラマン
- 大久保賢一（新20） - 映画評論家
- 坂本龍一（新22E） - 作曲家、アカデミー賞オリジナル作曲賞受賞
- 馬場憲治（新22E） - 写真家
- 平井玄 (新22) - 批評家
- 樋本英一（新25） - 指揮者
- 植田益朗（新26E） - アニメーションプロデューサー、アニプレックス常務執行役員、A-1 Pictures代表取締役社長
- アミノテツロ（新26F） - アニメーション監督、本名：網野哲郎
- 永田洋光（新27F） - スポーツライター（ラグビー専門）
- 斉藤英夫 (新29B)　- 作曲家[要出典]
- 山石敬之（新30E） - シンガーソング・ライター
- 大嶋拓（新34E） - 映画監督
- 大薗治夫（新34） - 小説家
- 舘形比呂一（新35G） - 舞踊家
- 絲山秋子（新37E） - 小説家、文學界新人賞・川端康成文学賞・芥川賞受賞
- 北田陽一郎（新39B） - 作曲家、アレンジャー、音楽プロデューサー
- 石川鈴菜 (新71) - 女優
- 笠原淳（定時制） -小説家、芥川賞受賞
- 加藤芳郎（定時制） - 漫画家
- 蟹江敬三 - 俳優
- 甲斐田ゆき - 声優
- 青木望 - 作曲家、アレンジャー
- 岡崎律子 - 作曲家、作詞家、歌手
- manzo - 作曲家、作詞家、歌手
- 辻しのぶ - 女優
- 山科ティナ - 漫画家

### 放送・マスコミ
- 青木彰（中18） - 産経新聞社記者を経て 筑波大学教授、 NHK経営委員等を務めた。
- 早房長治（8） - （朝日新聞社論説委員・編集委員）
- 村上光一（新10） - フジテレビ元社長
- 湯浅誠 (中国評論家)（新12） - 東洋経済新報社論説委員
- 桂邦彦（新13） - TBS元プロデューサー
- 神山喜久子（新15） - 日本テレビディレクター
- 平本和生（新16） - 東京放送ホールディングス取締役、元JNNニュースコープキャスター、BS-TBS代表取締役社長
- 芦沢俊美（新16） - 日本テレビ元アナウンサー
- 奥武則（新17） - 毎日新聞元特別編集委員兼論説委員、BPO放送と人権等権利に関する委員会委員長代行
- 三上彩子（新18） - フリーアナウンサー、元フジテレビアナウンサー
- 太田公子（新19） - テレビ神奈川初代アナウンサー、元川崎市議会議員
- 那須恵理子（新22A） - ニッポン放送アナウンサー
- 野中直子（新22E） - 元文化放送アナウンサー
- 前野一雄（新23C） - 読売新聞本社医療情報部長
- 堀之紀（新23E） - 声優、俳優、ナレーター
- 竹迫和美（新25） - NHKニュースセンター9時元お天気キャスター。医療通訳者、元藤田医科大学大学院教授
- 青野由利（新27B） - 科学ジャーナリスト、毎日新聞社論説室専門編集委員
- 上柳昌彦（新28G） - ニッポン放送アナウンサー
- 秋尾沙戸子（新28E） - ジャーナリスト、キャスター、エッセイスト
- 西川靖志（新28C） - 日経CNBC制作本部長・経済解説委員長
- 河合蘭（新30C） - フリージャーナリスト
- 小池博（新34E） - TBSプロデューサー(報道特集、ニュース23など)、報道記者
- 伊藤佳子（新35C） - 文化放送アナウンサー
- 角田久美子（新41F） - 日本テレビ元アナウンサー
- 中嶋優一（新43A） - フジテレビプロデューサー、編成総局編成局編成戦略センター室長兼編成部長[要出典]
- 柴山延子（新44B） - TBSニュースバード元キャスター
- 佐々木正洋（新45F） - 青森朝日放送アナウンサー
- 天野陽子（新51） - テレビ新広島アナウンサー
- 小出朗（新57F） - 元札幌テレビ放送アナウンサー
- 森香澄（新66C） - 元テレビ東京アナウンサー

### スポーツ
- 塩田剛三（中8） - 武道家、養神館合気道を創設
- 安藤信和（中11） - 日本アメリカンフットボール協会理事長
- 植芝吉祥丸（中13） - 武道家、合気道二代目道主
- 井手峻（新14） - 元プロ野球選手・コーチ・中日ドラゴンズ元球団代表、東大野球部から中日入団
- 西村雄一（新43） - サッカー国際審判員
- “ブラックパンサー”ベイノア - 空手家、キックボクサー

### その他
- 鈴木省三（中5） - バラ育種家
- ジョンジュルジャブ（中5） - 満州国軍の少将、モンゴル人、満蒙独立運動（中国語版）で戦死したバボージャブの三男。日本名は、川島成信
- 池田俊彦（中6） - 陸軍少尉、二・二六事件に参加し、栗原安秀らとともに首相官邸を襲撃し、彼らの中で唯一死刑を免れた人物として知られる
- 小林友一（中6） - 陸軍少佐
- 津野田知重 （中8） - 陸軍少佐、「東條英機暗殺計画」未遂、戦後は、テレビ東京設立に尽力した
- 門司親徳　‐海軍少佐、丸三証券社長
- 佐久間精一 (中21) - アマチュア天文家
- 宗方俊彦（新4） - 都立秋川高校校長
- 崎山克彦（新6） - NGO代表
- 小沢明（新6） - 建築家
- 杉尾邦江（新7） - ランドスケープアーキテクト
- 野口秀世（新25）- 建築家
- 大谷有為 (新38) - 曹洞宗僧侶
- 原田将史 (新48) - 建築家
- 志位正二 - 陸軍少佐、シベリア抑留ののち「ユーリー・ラストヴォロフ」事件自首
- 高橋岩太郎 - 日本国粋会落合一家六代目総長、府立六中中退